# Romsdal

Lage von Romsdal innerhalb der Fylke Møre og Romsdal

Romsdal ist ein 60 km langes, von der Rauma durchflossenes Gebirgstal und eine Landschaft im Fylke Møre og Romsdal im westlichen Norwegen. 
Romsdal befindet sich zwischen Nordmøre im Norden und Sunnmøre im Süden. Romsdal besteht aus den Kommunen Aukra, Midsund, Fræna, Molde, Rauma, Nesset, Vestnes und Sandøy. Hauptort ist Molde. Romsdal erstreckt sich auf einer Fläche von 3807 km². Insgesamt leben in dieser Region 57.377 Einwohner (Stand 1. Juli 2009). Im Romsdal erheben sich vom Talboden, der hier nur 30 bis 65 m über dem Meeresspiegel liegt, u. a. die Berge Romsdalshorn (1550 m hoch), Trolltindene (bis 1797 m) und Store Venjetinden (1852 m), die das Tal zu einer Schlucht einengen. Das Tal setzt sich im Romsdalsfjord fort.